# Miss Danemark
Pour les articles homonymes, voir Miss.
Miss Danemark (en danois : Miss Danmark ou Frøken Danmark) est un concours de beauté national féminin au Danemark.

## Histoire
Le premier concours s'est tenu en 1926. Edith Jørgensen d'Århus a gagné à cette première occasion un prix de 1 000 couronnes.
Les organisateurs et les détenteurs de la licence ont changé plusieurs fois depuis lors. Le propriétaire actuel, Pretty Danish est le concessionnaire exclusif du titre depuis 1999 et présente les lauréates aux concours internationaux Miss Monde, Miss Univers, Miss Europe, Miss Terre, Miss Grand International, Miss Scandinavie, Miss Reine du Monde et Miss Intercontinental. Il possède aussi Mister Monde et Mister International.
Depuis 2004, Pretty Danish a procédé à la séparation des concours Miss Monde Danemark et Miss Univers Danemark. Les lauréates participent au concours international correspondant.

## Les gagnantes

### Frøken Danmark

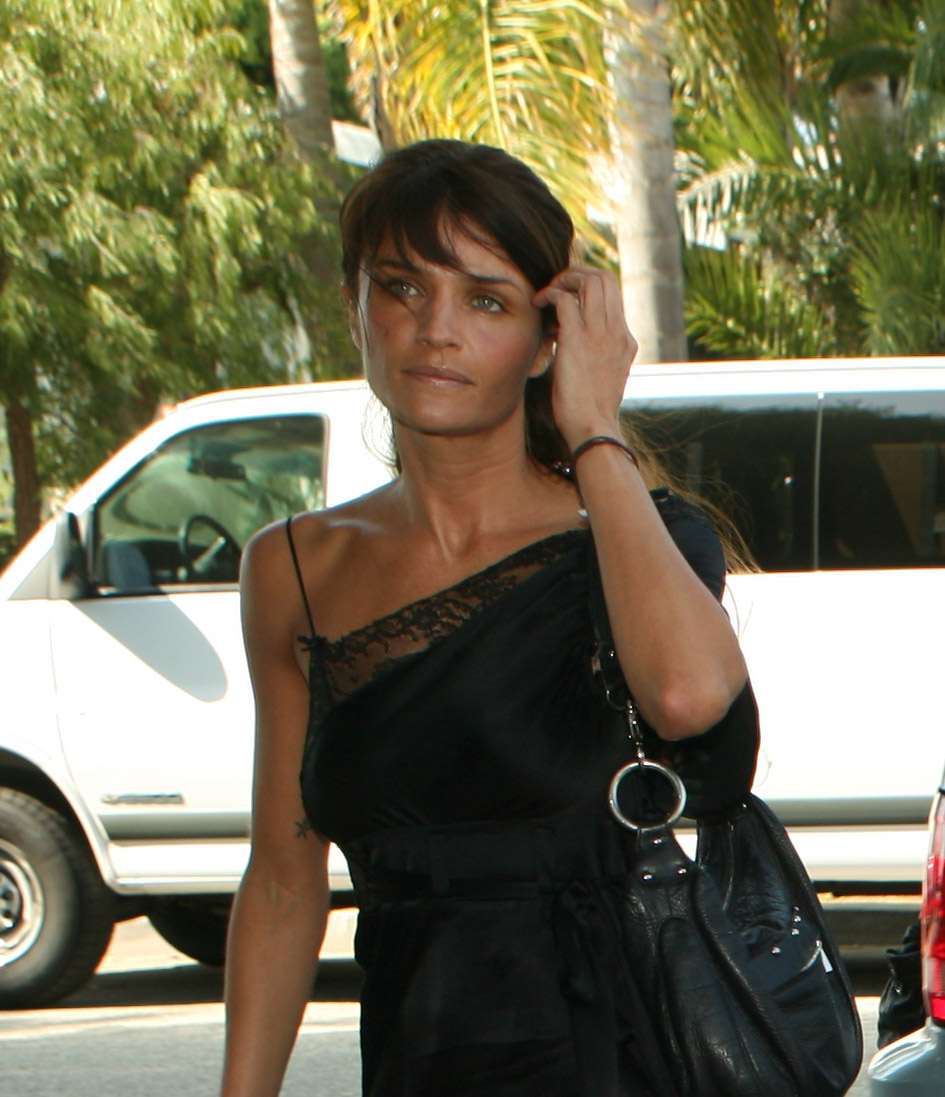
Helena Christensen le 16 octobre 2007.

| Année   | Miss Danemark           |
| ------- | ----------------------- |
| 1926    | Edith Jørgensen         |
| 1929    | Vibeke Mogensen         |
| 1930    | Esther Petersen         |
| 1931    | Inga Arvad              |
| 1932    | Åse Clausen             |
| 1933    | Karen Marie Løwert      |
| 1934    | Ethel Louis             |
| 1935    | Ellen Ørregård          |
| 1937    | Tove Arni               |
| 1938    | Inger Eriksen           |
| 1952    | Hanna Sørensen          |
| 1953    | Jytte Olsen             |
| 1954-57 | pas de concours         |
| 1958    | Evy Norlund             |
| 1959    | Lys Stolberg            |
| 1960    | Lizzie Hess             |
| 1961    | Jette Nielsen           |
| 1962    | pas de concours         |
| 1963    | Aino Korwa              |
| 1964    | Yvonne Mortensen        |
| 1965    | Jeanette Christiansen   |
| 1966    | Gitte Fleinert          |
| 1967    | Margrethe Rhein-Knudsen |
| 1968    | Gitte Broge             |
| 1969    | Jeanne Perfeldt         |
| 1970    | Winnie Hollman          |
| 1971    | pas de concours         |
| 1972    | Marianne Schmit         |
| 1973    | pas de concours         |
| 1974    | Jane Moeller            |
| 1975    | Beriti Frederiksen      |
| 1976    | Brigitte Trolle         |
| 1977    | Inge Eline Erlandsen    |
| 1978    | Anita Heske             |
| 1979    | Lone Gladys Jørgensen   |
| 1980    | Jano Bill               |
| 1981    | Tina Brandstrup         |
| 1982    | Tina Marie Nielsen      |
| 1983    | Inge Ravn Thomsen       |
| 1984    | Katrine Michelsen       |
| 1985    | Susan Rasmussen         |

| 1986    | Helena Christensen             |
| 1987    | Nana Louise Wildfang Jørgensen |
| 1988    | Pernille Nathansen             |
| 1989    | Louise Mejhede                 |
| 1990    | Maj Britt Jensen               |
| 1991    | pas de concours                |
| 1992    | Anne Mette Voss                |
| 1993    | Maria Josephine Hirse          |
| 1994    | Gitte Andersen                 |
| 1995    | Tina Dam                       |
| 1996    | Anette Oldenborg               |
| 1997-98 | pas de concours                |
| 1999    | Zahide Bayram                  |
| 2000    | Cecilie Elisa Dahlstrøm        |
| 2001    | Maj Petersen                   |
| 2002    | Masja Juel                     |
| 2003    | pas de concours                |

### Miss Monde Danemark et Miss Univers Danemark
| Année | Miss Monde Danemark          | Miss Univers Danemark                              |
| ----- | ---------------------------- | -------------------------------------------------- |
| 2004  | Michelle Andreasen           | Tina Christensen                                   |
| 2005  | Laura Ruth Petersen          | Gitte Hanspal                                      |
| 2006  | Natasja Pryds                | Betina Faurbye                                     |
| 2007  | Line Kruuse                  | Zaklina Sojic                                      |
| 2008  | Lisa Lents                   | Maria Sten-Knudsen                                 |
| 2009  | Nadia Ulbjerg Pedersen       | annulé                                             |
| 2010  | Natalya Averina              | Ena Sandra Causevic                                |
| 2011  | Maya Celeste Padillo Olesen  | Sandra Amer Hamad                                  |
| 2012  | Iris Reuben Adler Thomsen    | Josephine Hewitt                                   |
| 2013  | Malene Riis Sørensen         | Cecilia Iftikhar                                   |
| 2014  | Pernille Sørensen            | Ingen deltager                                     |
| 2015  | Jessica Josephina Hvirvelkær | Cecilie Wellemberg                                 |
| 2016  | Helena Heuser                | Christina Mikkelsen                                |
| 2017  | Amanda Petri                 |                                                    |
| 2018  | Tara Jensen                  | Helena Heuser                                      |
| 2019  | Natasja Kunde                | Katja Stokholm                                     |
| 2020  |                              | Amanda Petri                                       |
| 2021  |                              | Sara Langtved                                      |
| 2023  | Johanne Grundt Hansen        | Nikoline Uhrenholt                                 |
| 2024  |                              | Victoria Kjaer Theilvig Gagnante Miss Univers 2024 |

## Source
- (de) Cet article est partiellement ou en totalité issu de l’article de Wikipédia en allemand intitulé « Miss Dänemark » (voir la liste des auteurs).